# Teatre Experimental Català
Teatre Experimental Català de Barcelona (amb les sigles TEC) fou una companyia de teatre catalana de l'anomenat teatre independent amb un cert pes dins el panorama teatral de la dècada dels anys 60 i 70 del segle passat. La companyia, que actuava només en català i escollia obres de gran actualitat, va exercir també una tasca de divulgació sobre teatre a través de cursos i conferències. Entre 1963 i 1969 serà secció del Cercle Artístic de Sant Lluc, on havia substituït anteriors seccions teatrals com l'Agrupació Dramàtica de Barcelona i el Teatre Viu.

## Muntatges
- 1962, 10 desembre "Aquí en el bosc" de Joan Brossa
- 1963, 27 maig. Les arrels d'Arnold Wesker. Estrenada al teatre Guimerà de Barcelona.
- 1966, 22 gener. Acompanyo qualsevol cos de Manuel de Pedrolo
- 1966, 9 maig. Els justos d'Albert Camus
- 1966, 4 juliol. Tot esperant godot de Samuel Beckett
- 1966, 2 octubre. Història d'una guerra de Baltasar Porcel
- 1967, 27 febrer. Edip 67 de John Richardson. Adaptació catalana de Joaquim Senties. Estrenada al Teatre Romea, de Barcelona.
- 1967. Homes i no de Manuel de Pedrolo
- 1967. Vetllada amb en Salvat-Papasseit
- 1968. El ping-pong d'Arthur Adamov
- 1968. La pista de Ramon Folch i Camarasa
- 1968. En Joan de l'ós d'Apel·les Mestres
- 1969, 10 març. Ànimes de càntir de Xavier Romeu
- 1970, 1 octubre. Desbarats de Llorenç Villalonga

## Teatre de cambraalCercle Artístic de Sant Lluc
- 1965, 13 novembre: "El retaule" d'Ingmar Bergman, "El senyor Dudley" de Philip Johnson
- 1966, 22 gener: "Acompanyo qualsevol cos" de Manuel de Pedrolo, "Bones notícies de Síster" de Manuel de Pedrolo, "El general" de Baltasar Porcel, "La darrera cinta" de Samuel Beckett, "La maleta" de Rafael Tasis

## Activitats de divulgació
- Trobades brechtianes: “Introducción a Brecht” per Helmut Wienchs; “La música en la obra de Brecht” per Antoni Ros i Marbà; “Montaje escénico de L'obra de tres rals” per Frederic Roda; “Comentaris a les seves obres Santa Juana de los mataderos i La Bonanza de Sezuan” per Vicenç Olivares i Francesc Balagué; “Comentaris de les seves obres Galileo Galilei i Mare Coratge” per Francesc Balagué i Gil.
- Sessions de lectura comentada d'autors contemporanis: Alfredo Badia llegeix "Penúltim silenci"; Rafael Tasis llegeix "Els profetes pessimistes" (17 i 22 de març de 1963)
- Cicles dedicats a autors cabdals del teatre: Luigi Pirandello, Josep Robrenyo, Salvat Papasseit

## Components
- Alexandre Aixelà
- Francesc Albroch
- M. Eulàlia Arqué
- Andrea Basseda
- Francesc Balagué
- Nadala Batiste
- Joan Canadell
- Àngel Company
- Núria Feliu
- Ricart Font
- Joan Gil
- Carles Gimeno
- Miquel Gimeno
- Mercè Guiamet
- Alfred Lucchetti
- Antoni Millà
- Josep M. Minovas
- Ovidi Montllor
- Maria Dolors Muntané
- Jordi Olivares
- Lluís Olivares
- Vicenç Olivares
- Pere Olivé
- Manuel Planas
- Josefa Ponsatí
- Pere Revoltós
- Joaquim Riba
- Modest Sala
- Ernest Serrahima
- Jaume Sisterna
- Jordi Torras